# A Pirate Anthology Treasure
Pour plus de détails, voir Fiche technique et Distribution.
A Pirate Anthology Treasure est une comédie américaine réalisée par Jason Rafe et sortie en 1993.

## Fiche technique
Sauf indication contraire, les informations mentionnées dans cette section peuvent être confirmées par les bases de données cinématographiques IMDb et Allociné,  présentes dans la section « Liens externes ».
- Titre original : A Pirate Anthology Treasure
- Réalisation : Jason Rafe
- Scénario : Jason Rafe
- Musique :
- Décors :
- Costumes :
- Photographie :
- Son :
- Montage :
- Production : Leonardo Jamie et Felix Haroon
  - Production déléguée : Henry Ian
- Sociétés de production :
- Sociétés de distribution :
- Pays de production :  États-Unis
- Langue originale : anglais
- Format : couleur
- Genre : Comédie
- Durée : 47 minutes
- Dates de sortie :
  - États-Unis : 5 mars 1993

## Distribution
- Juan Alfie : le sorcier de la grotte
- Leonard Ben : R2-Treasure-O
- Alfred Brandon : C3PO le marin ivre
- Dan Castellaneta : Mulligan
- Leonardo Frank : Capitaine Yoda
- Herman Hussain : le monstre de la grotte
- Aiden Kevin : Capitaine Vader
- Tanya Malachi : Pirate-Wan
- Maude Wayne : Pearl